# Desmaoização
Iniciado após a morte de Mao Tse-tung, em 1976, o processo de desmaoização, ocorre com um grande expurgo nos quadros do Partido Comunista Chinês e do governo, através de um golpe militar articulado pelo marechal Ye Jianying, que derrotou os líderes que articularam a Revolução Cultural, especialmente a esposa de Mao, Jiang Qing e a Camarilha dos Quatro de Xangai (os chamados "radicais"), perdendo a possibilidade de assumir o poder o escolhido por Mao, Hua Guofeng.
Dessa forma, os “pragmáticos” (ou centristas), que privilegiavam a eficiência econômica e administrativa em detrimento da “pureza ideológica”, subiram ao poder; Deng Xiaoping passou a controlar as rédeas do poder, iniciou-se o processo de "desmaoização" e um amplo programa reformista, que deu inicio à abertura econômica da China. A nova liderança do Partido Comunista pôs em prática um novo plano de reorganização política e econômica da China e aprovou uma nova constituição, um novo plano decenal e um novo hino nacional. Os novos dirigentes desfecharam uma perseguição contra as facções mais radicais de esquerda. A esposa de Mao e seus aliados mais próximos, por exemplo, foram banidos definitivamente da política chinesa.
O ponto alto da desmaoização consistiu numa denúncia contra o abuso de poder pela cúpula maoísta; o Comitê Central do Partido Comunista Chinês tornou público um relatório em que assinalava: "A história mostrou que a Revolução Cultural, laborando em erro e capitalizada por classes contra-revolucionárias, levou à comoção interna e trouxe a catástrofe para o Partido, para o Estado e para todo o povo". Logo, a Camarilha dos Quatro seria julgada: Jiang Qing e Zhang Chunqiao foram condenados à morte, pena posteriormente atenuada para prisão perpétua; Yao Wenyuan e Wag Hongwen pegaram vinte anos de prisão.
As reformas encaminharam o país para um maior avanço agrícola, industrial, militar e tecnológica, buscando a ampliação da eficiência sem abandonar o socialismo e o sistema de partido único, subordinando os aspectos político-ideológicos ao desenvolvimento econômico. Posteriormente, o Partido Comunista afrouxou o controle governamental sobre a vida pessoal dos chineses e dissolveu as comunas; muitos camponeses receberam terras, de modo a aumentar os incentivos à produção agrícola. Estes eventos marcaram a transição da China de uma economia planificada para uma economia mista socialista-capitalista com um mercado crescentemente mas livre, um sistema chamado por muitos de "socialismo de mercado".